# Vinko Brešan
Pour les articles homonymes, voir Brešan.
Vinko Brešan est un réalisateur, scénariste et producteur croate, né le 3 février 1964.

## Biographie
Il est le fils de l'écrivain croate Ivo Brešan.

## Filmographie partielle
- 1996 : Comment la guerre a commencé sur mon île (Kako je počeo rat na mom otoku)
- 2000 : Le Fantôme de Tito (Maršal)
- 2003 : Svjedoci (Svjedoci)
- 2008 : Ce n'est pas la fin (Nije kraj)
- 2013 : Bonté divine (Svećenikova djeca)
- 2018 : De quel pays s'agit-il ? (Koja je ovo država!)